# Lista över rådmän vid Vadstena rådhusrätt
Detta är en lista över rådmän vid Vadstena rådhusrätt.

## 1600-talet
- 1668–1683: Per Eriksson Orre

## 1700-talet
- 1728–1756: Gustaf Sotberg
- 1756–1762: Magnus Vetterling[1]
- 1757–1798: Zachris Stenborg[1]
- 1766–1788: Lars Niclas Hjersdorf[1]
- 1771–1801: Jon Tollenqvist[1]
- 1776–1823: Carl Zetterbaum[1]
- Anders Kilander

## 1800-talet
- 1817–1850: Sven Henrik Hartwich[1]
- 1829–1866: Carl Wilhelm Bruzelli
- 1837–1858: Johan Vilhelm Hallman[1]
- Johan Gustaf Sandahl[1]
- 1841–1866: Olof Ulrik Regnstrand
- 1864–1881: Johan Gustaf Hässler
- 1864–1881: Carl Johan Sundqvist
- 1879–1881: Johan Gottfrid Stenberg
- 1892–1925: Carl Julius Kruckenberg

## 1900-talet
- 1924–1925: Elias Victor Jansson
- 1924–1925: Carl Emil Rudolf Guldström